# Nord global i sud global

Mapa mundial que mostra classificacions de països segons l'FMI i l'ONU (darrera actualització d'abril de 2023). Els països en blau clar formen el "Nord global", la resta es classifiquen majoritàriament com a pertanyents al "Sud global", amb poques excepcions en alguns llistats.

El concepte de nord global i sud global (o la divisió nord-sud en un context global) s'utilitza per descriure dues agrupacions de països segons les característiques socioeconòmiques i polítiques. El sud global és un terme que inclou a grans trets països de les regions d'Àfrica, Amèrica Llatina i el Carib, Àsia (sense Israel, Japó i Corea del Sud) i Oceania (sense Austràlia i Nova Zelanda), segons la Conferència de les Nacions Unides sobre Comerç i Desenvolupament (UNCTAD). La major part de la humanitat resideix al Sud Global. Molts països del Sud global es caracteritzen per tenir ingressos baixos, una població densa, una infraestructura deficient i, sovint, una marginació política o cultural. El Sud global forma una de les dues parts de la divisió, mentre que a l'altre costat hi ha el Nord global (a grans trets Amèrica del Nord i Europa, Israel, Japó i Corea del Sud, així com Austràlia i Nova Zelanda, segons la UNCTAD). Com a tal, els termes Nord global i Sud global no es refereixen a la direcció nord-sud, ja que molts dels països del Sud global es troben geogràficament a l'hemisferi nord.
Els països desenvolupats es consideren països del Nord Global, mentre que els països en desenvolupament es consideren països del Sud Global. El terme, utilitzat per les organitzacions governamentals i de desenvolupament, es va introduir per primera vegada com una alternativa més oberta i sense valors associats com a "Tercer Món" i de manera similar "valorant" termes com els països en desenvolupament. Els països del Sud global han estat descrits com a recentment industrialitzats o estan en procés d'industrialització, i sovint són subjectes actuals o anteriors del colonialisme.
El Nord global es correlaciona generalment amb el món occidental, mentre que el Sud es correspon en gran manera amb els països en desenvolupament i el món oriental. Els dos grups sovint es defineixen en termes dels seus diferents nivells de riquesa, desenvolupament econòmic, desigualtat d'ingressos, democràcia i llibertat política i econòmica, tal com es defineixen pels índexs de llibertat. Els estats que generalment es consideren part del Nord global solen ser més rics i menys desiguals. Són països desenvolupats, que exporten productes manufacturats tecnològicament avançats. Els estats del sud són generalment països en desenvolupament més pobres amb democràcies més joves i més fràgils que depenen molt de les exportacions del sector primari⁣; molts dels estats del sud també comparteixen una història comuna del colonialisme passat sota els estats del nord. No obstant això, la divisió entre el nord i el sud està canviant.
La cooperació Sud-Sud (SSC) s'ha incrementat per "desafiar el domini polític i econòmic del Nord". Aquesta cooperació s'ha convertit en un concepte polític i econòmic popular arran de la migració geogràfica de l'activitat manufacturera i de producció del nord al sud global, i les accions diplomàtiques de diversos estats com la Xina. Aquestes tendències econòmiques contemporànies han "millorat el potencial històric de creixement econòmic i industrialització al Sud Global", que ha renovat els esforços dirigits de la SSC per "afluixar les restriccions imposades durant l'època colonial i transcendir els límits de la geografia política i econòmica de la postguerra". Usat en diversos llibres i en un número especial de Literatura americana, el terme Sud global va esdevenir recentment destacat a la literatura nord-americana.

## Definició
Els termes no són estrictament geogràfics i no són "una imatge del món dividit per l'equador, separant els països més rics dels seus homòlegs més pobres". Més aviat, la geografia s'hauria d'entendre més fàcilment com a econòmica i migratòria, el món entès a través del "context més ampli de globalització o capitalisme global".
En general, les definicions del Nord global no són exclusivament un terme geogràfic, i comprenen àmpliament Amèrica del Nord i Europa, Israel, Japó i Corea del Sud, així com Austràlia i Nova Zelanda, segons la UNCTAD. El Sud global comprèn en general Àfrica, Amèrica Llatina i el Carib, Àsia sense Israel, Japó i Corea del Sud, i Oceania sense Austràlia i Nova Zelanda, també segons la UNCTAD. Alguns, com la sociòloga australiana Raewyn Connell, han argumentat que Austràlia i Nova Zelanda estan marginats de manera similar a altres països del Sud Global, a causa del seu aïllament geogràfic i la seva ubicació a l'hemisferi sud.
En general, es consideren claus el Brasil, l'Índia, Indonèsia i la Xina, que, juntament amb Nigèria i Mèxic, són els estats del sud més grans en termes de superfície i població. La gran majoria dels països del Sud Global es troben als tròpics o prop.
El terme Nord global s'utilitza sovint indistintament amb el de països desenvolupats. De la mateixa manera, el terme Sud global s'utilitza sovint indistintament amb països en desenvolupament.

## Desenvolupament futur
Alguns economistes han argumentat que el lliure comerç internacional i els fluxos de capital sense obstacles entre països podrien provocar una contracció de la divisió nord-sud. En aquest cas, un comerç i un flux de capital més igualitaris permetrien que els països en desenvolupament es desenvolupin més econòmicament.
Com que alguns països del Sud experimenten un desenvolupament ràpid, s'evidencia que aquests estats estan desenvolupant nivells elevats d'ajuda Sud-Sud. El Brasil, en particular, s'ha destacat pels seus alts nivells d'ajuda (1.000 milions de dòlars anuals, per davant de molts donants tradicionals) i la capacitat d'utilitzar les seves pròpies experiències per oferir alts nivells d'experiència i transferència de coneixement. Això s'ha descrit com un "model global a l'espera".
Les Nacions Unides també han establert el seu paper en la disminució de la divisió entre el Nord i el Sud mitjançant els Objectius de Desenvolupament del Mil·lenni, tots els quals s'havien d'assolir el 2015. Aquests objectius pretenen erradicar l'extrema pobresa i la fam, aconseguir l'educació i l'atenció sanitària universals en l'àmbit mundial, promoure la igualtat de gènere i empoderar les dones, reduir la mortalitat infantil, millorar la salut materna, combatre el VIH/SIDA, la malària i altres malalties, garantir la sostenibilitat ambiental i desenvolupar una Associació global per al desenvolupament. Aquests van ser substituïts el 2015 per 17 Objectius de Desenvolupament Sostenible (ODS). Els ODS, establerts l'any 2015 per l'⁣Assemblea General de les Nacions Unides i que es pretén assolir el 2030, formen part d'una Resolució de l'ONU anomenada" L'Agenda 2030⁣".
L'any 2030, es preveu que tres de les economies més importants del món seran del sud global, i que la Xina, l'Índia, els Estats Units i Indonèsia prendran el lideratge. El PIB dels països BRICS, que són principalment del Sud Global, ja supera el del club del G7, que és principalment del Nord Global.